# Real time Royal Festival Hall
Real time Royal Festival Hall is een livealbum van Van der Graaf Generator. Real time verwijst daarbij naar het puur houden van de opnamen; er vonden geen bewerkingen plaats. Het is de registratie van het concert dat de muziekgroep gaf op 6 mei 2005 in de Royal Festival Hall. Het concert vond plaats nadat ze in een thuisstudie bij Guy Evans hun album Present hadden opgenomen. Alhoewel sommigen spraken van een reünietour/concert was daar eigenlijk geen sprake van. Tijdens de toer traden er opnieuw muzikale meningsverschillen op en Jackson vertrok nog tijdens de concertreeks. Van Present werden overigens maar twee nummers gespeeld: Every bloody emperor en Nutter alert.
Het album werd uitgebracht op Fie Records het platenlabel van Peter Hammill.

## Musici
- Peter Hammill – zang, gitaar, toetsinstrumenten
- Hugh Banton – hammondorgel, baspedalen
- David Jackson – saxofoons, dwarsfluit
- Guy Evans – drumstel

## Muziek
| Nr. | Titel                             | Duur  |
| --- | --------------------------------- | ----- |
| 1.  | The undervover man (Hammill)      | 8:29  |
| 2.  | Scorched earth (Hammill, Jackson) | 10:05 |
| 3.  | Refugees (Hammill)                | 6:01  |
| 4.  | Every bloody emperor (Hammill)    | 7:35  |
| 5.  | Lemmings (Hammill)                | 13:20 |
| 6.  | (In the) black room (Hammill)     | 11:16 |
| 7.  | Nutter alert (Hammill)            | 6:05  |
| 8.  | Darkness (11/11) (Hammill)        | 7:20  |

| Nr. | Titel                                        | Duur  |
| --- | -------------------------------------------- | ----- |
| 1.  | Masks (Hammill)                              | 6:47  |
| 2.  | Childlike faith in childhood’s end (Hammill) | 12:34 |
| 3.  | The sleepwalkers (Hammill)                   | 10:44 |
| 4.  | Man-Erg (Hammill)                            | 11:36 |
| 5.  | Killer (Hammill, Graham Smith, Banton)       | 9:55  |
| 6.  | Wondering (Hammill, Banton)                  | 7:01  |

De Japanse persing werd aangevuld met een derde cd met Pilgrims (7:30, opgenomen in Parijs 12 juli 2005), When she comes (8:08, opgenomen in Amsterdam, 23 juli 2005), Still life (7:51, opgenomen in Taormina 15 juli 2005) en Gibberich (13:37, soundcheck opgenomen in Amsterdam, 23 juli 2005)  